# Cerkiew św. Jerzego w Orzyszu
Cerkiew pod wezwaniem św. Jerzego – prawosławna cerkiew parafialna w Orzyszu. Należy do dekanatu Olsztyn diecezji białostocko-gdańskiej Polskiego Autokefalicznego Kościoła Prawosławnego.
Świątynia mieści się przy ulicy Ełckiej 22.
Budynek pochodzi końca z XVIII w. Do czasów II wojny światowej mieściła się w nim kaplica ewangelicka. W 1971 r. część, a w 1981 r. całą dawną kaplicę przekazano parafii prawosławnej. Cerkiew urządzono na parterze, natomiast piętro (dawne mieszkanie protestanckiego duchownego) oraz ogrodzony teren przy obiekcie należały do osób prywatnych.
10 maja 1968 r. obiekt wpisano do rejestru zabytków pod nr 1152.
W październiku 2012 miało miejsce włamanie do cerkwi – ukradziono mały Ewangeliarz, krzyż, świecznik i dwie ikony z ikonostasu oraz zniszczono duży Ewangeliarz.
Po wykupieniu w 2017 r. całego obiektu przez społeczność prawosławną, przeprowadzono generalny remont budynku oraz uporządkowano przylegającą działkę. Odnowiony obiekt został poświęcony 14 września 2019 r. przez arcybiskupa białostockiego i gdańskiego Jakuba. W 2020 r. w cerkwi umieszczono i poświęcono nowy ikonostas.